# 4233 Palʹchikov
4233 Palʹchikov је астероид главног астероидног појаса чија средња удаљеност од Сунца износи 2,399 астрономских јединица (АЈ).
Апсолутна магнитуда астероида је 13,8.